# Juan de Marimón
Juan de Marimón (Igualada, Barcelona, 1733-Lima, 24 de septiembre de 1813) fue un sacerdote franciscano español, misionero en Perú.
Tras su formación elemental debió de trasladarse a Perú, pues el 19 de noviembre de 1751 vistió el hábito franciscano en el convento de los Descalzos de Lima. Terminados los estudios y recibida la ordenación sacerdotal, fue lector de prima de teología en la Universidad de San Marcos de Lima, definidor de su Provincia, Provincial de la misma (1788-1791), consultor teólogo por parte del Real Patronato, examinador sinodal y calificador del Santo Oficio. En calidad de teólogo elegido por el virrey de Perú Manuel de Amat y Juniet, tomó parte en el VI Concilio provincial de Lima (1772), en el que sostuvo una célebre polémica con el P. José Miguel Durán sobre el tema del "probabilismo", al que se opuso. Dejó escrito un Papel dirigido al Concilio provincial limense (1772). En 1774 fundó la Casa de Ejercicios Espirituales de los Descalzos en Lima, de la que fue director hasta su muerte acaecida el 24 de septiembre de 1813.